# Event (Band)
Event ist eine US-amerikanische Progressive-Metal-Band, die im Jahr 1996 gegründet wurde.

## Bandgeschichte
Die Bandmitglieder fanden am Berklee College of Music zusammen und nannten sich zunächst Mystic Fishook. Ihr Debütalbum Electric Skies erschien im Jahr 1998 oder 1999. Event erhielten positive Kritiken und galten nun als vielversprechende Newcomer aufgrund ihres originellen Progressive Metal mit Fusion-Einflüssen, vielen Breaks und Soli sowie elektronischen Effekten. Die Einflüsse aus der Elektronischen Musik zeigten sich verstärkt auf den beiden folgenden Veröffentlichungen Human Condition und Scratching at the Surface, die bei InsideOut Music erschienen. Danach wurde es still um die Band, die den Durchbruch nicht schaffte.

## Diskografie
Alben
- 1997: Electric Skies
- 2001: Human Condition
- 2003: Scratching at the Surface
- 2021: Light of Truth
- 2024: Shallow Abyss